# Гримм, Иоганн Фридрих Карл
Иоганн Фридрих Карл Гримм (нем. Johann Friedrich Carl Grimm, 1737—1821) — немецкий врач и ботаник, ученик Альбрехта фон Галлера.

## Биография
Родился 5 февраля 1737 года в Айзенахе. Учился в Гёттингенском университете под руководством Альбрехта фон Галлера, в 1758 году получил степень доктора медицины. Был личным врачом герцога Саксен-Гота-Альтенбургского Фридриха III, а также его советником.
С 1763 года Гримм был членом Леопольдины, в 1801 году стал почётным членом Регенсбургского ботанического общества.
Поначалу Гримм занимался изучением цветковых растений окрестностей Айзенаха, в 1767 году напечатал монографию флоры этого региона. В дальнейшем ходил в ботанические экскурсии с Самюэлем Элизе фон Бриделем, вскоре решил посвятить себя тайнобрачным растениям, главным образом — мхам.
Скончался в Готе 28 октября 1821 года.

## Некоторые научные работы
- Grimm, I. F. C. Synopsis methodica stirpium agri Isenacensis // Nova acta physico-medica Academiae Caesareae Leopoldino-Carolinae Naturae Curiosum. — 1767. — Vol. 3, Appendix. — P. 249—364.

## Роды, названные в честь И. Гримма
- Grimmia Hedw., 1801 — Гриммия